# Пасат (село)
Паса́т — село у складі Балтської міської громади у Подільському районі, Одеська область. Раніше було підпорядковане власній Пасатській сільській раді.
Розташоване за 18 км від колишнього районного центру — міста Балта. На півдні межує з селом Перельоти, на сході з селом Плоске, на півночі з селом Ракулове та на заході з селом Коритне.

## Історія
За адміністративними поділами — з 16 сторіччя Брацлавський повіт, з 19 сторіччя Балтський повіт, 20 сторіччя Балтський район. У 1922 року в Пасат з районів, що постраждали від посухи, переселилися 25 селянських сімей.
7 (20) листопада 1917 року, відповідно до Третього Універсалу Української Центральної Ради, увійшло до складу Української Народної Республіки.
Під час організованого радянською владою Голодомору 1932—1933 років померло щонайменше 3 жителі села.
12 червня 2020 року, відповідно до Розпорядження Кабінету Міністрів України від № 724-р «Про визначення адміністративних центрів та затвердження територій територіальних громад Одеської області», увійшло до складу Балтської міської територіальної громади.
19 липня 2020 року, в результаті адміністративно-територіальної реформи і ліквідації Балтського району, село увійшло до складу новоутвореного Подільського району.

## Населення
Згідно з переписом 1989 року населення села становило 835 осіб, з яких 331 чоловік та 504 жінки.
За переписом населення 2001 року в селі мешкала 691 особа.

### Мова
Розподіл населення за рідною мовою за даними перепису 2001 року:
| Мова       | Відсоток |
| ---------- | -------- |
| українська | 89,9 %   |
| румунська  | 6,54 %   |
| російська  | 2,99 %   |
| гагаузька  | 0,43 %   |

## Визначні пам'ятки
Церква Покрови — засновано у 1838 році. Була дуже мала дерев'яна церква, подібна до хати — закрита через ветхість в 1838 році. Нова кам'яна церква Покрови збудована у 1838 року на новому місці. В 1863 році до неї прибудована цегляна дзвіниця. Ризниця прибудована в 1870 році. Був зроблений ремонт у 1887 році. Церква не збереглась.